# Weldon Spring
Weldon Spring är en stad i Saint Charles County i Missouri. Vid 2020 års folkräkning hade Weldon Spring 5 330 invånare.